# Georg Hage (Maler)

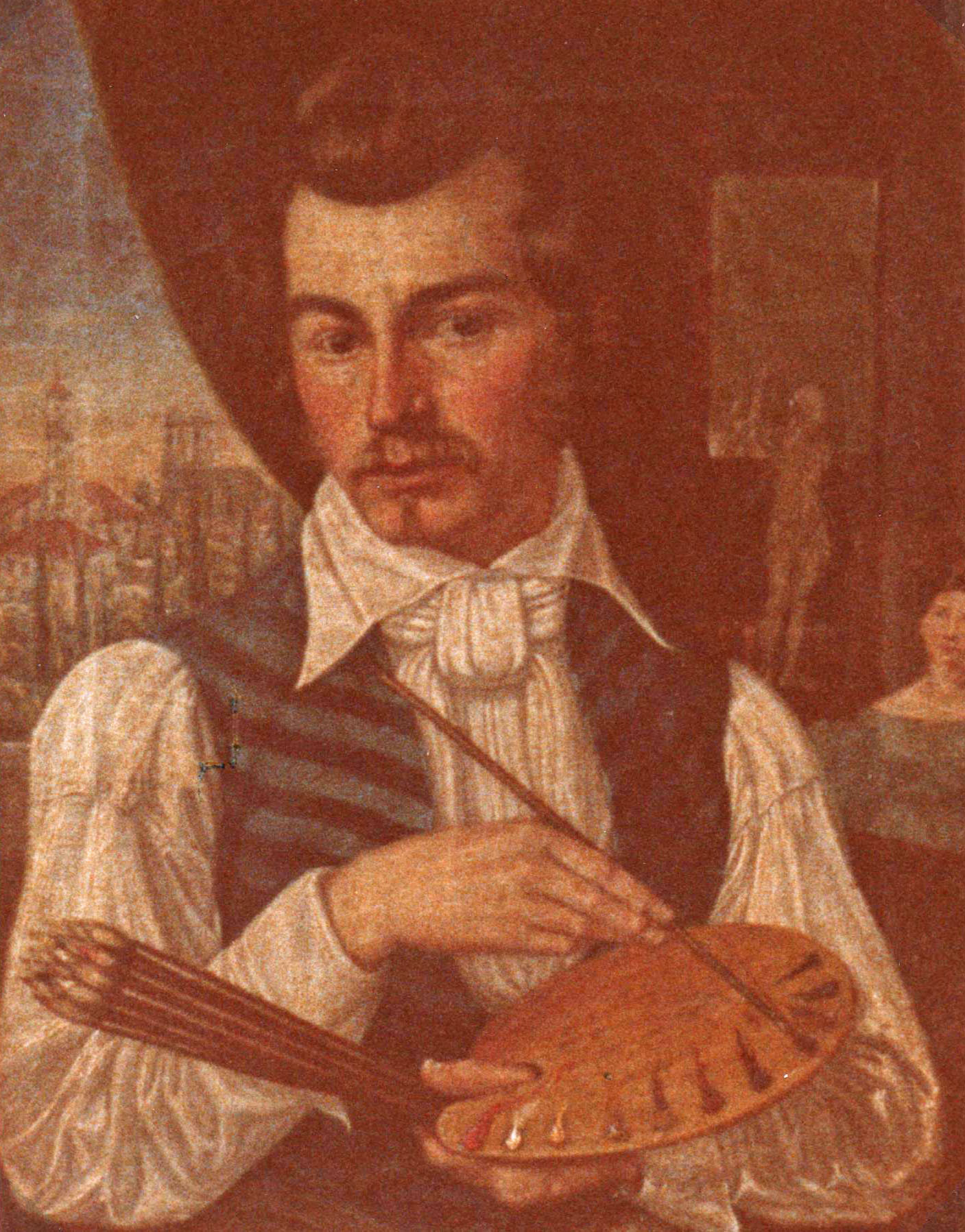
Georg Hage

Georg Hage (auch Haag, * 21. April 1808 in Hatzenweiler; † 21. August 1882 in München) war ein deutscher Porträtmaler.

## Leben
Georg Hage studierte von 1829 bis 1835 an der Münchener Kunstakademie Heinrich Maria von Hess. 1837 bis 1842 bereiste er ausgiebig Russland und betätigte sich als Porträtmaler. Zurückgekehrt nach München besuchte er die dortige Malschule von Josef Bernhardt. 1846 heiratete er Karoline Zottmayr (1824–1898), Tochter des Malers Anton Zottmayr. Anknüpfend an seine Erfahrungen in Russland kam es 1848 bis 1852 zur zweiten, 1861 bis 1863 zur dritten Russlandreise. Die Reisen führten ihn von Reval und Riga bis nach St. Petersburg und Moskau, unterstützt durch den Herzog von Leuchtenberg, Maximilian de Beauharnais. Mit seinen Porträts von Offizieren und Adligen war er so erfolgreich, dass er sich nach der Rückkehr in München 1863 zur Ruhe setzen konnte.